# Paris Open 1996
Il Paris Masters 1996 è stato un torneo di tennis che si è giocato sul Sintetico indoor. È stata la 25ª edizione del Paris Masters, che fa parte della categoria Super 9 nell'ambito dell'ATP Tour 1996. Il torneo si è giocato nel Palais omnisports de Paris-Bercy di Parigi in Francia, dal 28 ottobre al 4 novembre 1996.

## Campioni

### Singolare
Thomas Enqvist ha battuto in finale  Evgenij Kafel'nikov con il punteggio di 6–2, 6–4, 7–5

### Doppio
Mahesh Bhupathi /  Leander Paes hanno battuto in finale  Jacco Eltingh /  Paul Haarhuis con il punteggio di 7–6, 7–6